# Bitikleit
Das Mineral Bitikleit ist ein sehr seltenes Oxid aus der Obergruppe der Granate mit der Endgliedzusammensetzung Ca3SbSnAl3O12. Es kristallisiert im kubischen Kristallsystem mit der Struktur von Granat. Die Kristalle sind maximal 50 μm groß und zoniert mit Kimzeyit-reichen Kernen.
Bitikleit ist bislang nur in seiner Typlokalität nachgewiesen worden, einem Kalksilikat-Xenolithen aus einem Ignimbrit von Berg Lakargi, Chegem Caldera in der nordkaukasischen Republik Kabardino-Balkarien in Russland.

## Etymologie und Geschichte
Bereits in den 1970er Jahren wurden Sn-Granate, darunter Ca3Sb5+Sn4+Fe3+3O12 (Dzhuluit), das Fe-Analog von Bitikleit, synthetisiert und untersucht.
In der Natur wurde Bitikleit-(SnAl) von Irina O. Galuskina und Mitarbeitern beschrieben und im Jahr 2009 von der International Mineralogical Association (IMA) als neues Mineral anerkannt. Benannt wurde es nach der unweit der Fundstelle gelegenen historischen Festungsanlage Bitikle. Bei der Neuordnung der Granat-Supergruppe wurde das Mineral 2013 umbenannt in Bitikleit.

## Klassifikation
Die aktuelle Klassifikation der International Mineralogical Association (IMA) zählt den Bitikleit zur Granat-Obergruppe, wo er zusammen mit Dzhuluit, Usturit und Elbrusit die Bitikleit-Gruppe mit 9 positiven Ladungen auf der tetraedrisch koordinierten Gitterposition bildet.
Die seit 2001 gültige 9. Auflage der Strunz’schen Mineralsystematik führt den Bitikleit nicht auf. Obwohl Bitikleit kein Silikat ist, würde es, ebenso wie Katoit, wegen seiner Bildung von Mischkristallen mit Silikatgranaten in die Granatgruppe mit der Ordnungsnummer 9.AD.25 in der Klasse der „Silikate und Germanate“, Abteilung A (Inselsilikate), Unterabteilung „D. Inselsilikate ohne weitere Anionen; Kationen in oktaedrischer [6] und gewöhnlich größerer Koordination“, eingeordnet werden.
Da der Bitikleit erst 2009 als eigenständiges Mineral anerkannt wurde, ist er in der zuletzt 1977 überarbeiteten 8. Auflage der Mineralsystematik nach Strunz noch nicht verzeichnet.
In der zuletzt 2018 überarbeiteten Lapis-Systematik nach Stefan Weiß, die formal auf der alten Systematik von Karl Hugo Strunz in der 8. Auflage basiert, erhielt das Mineral die System- und Mineralnummer IV/A.07-050. Dies entspricht der Klasse der „Oxide und Hydroxide“ und dort der Abteilung „Oxide mit Verhältnis Metall: Sauerstoff = 1:1 und 2:1 (M2O, MO)“, wo Bitikleit zusammen mit Brownmillerit, Srebrodolskit, Shulamitit, Tululit, Fluormayenit, Chlormayenit, Fluorkyuygenit, Chlorkyuygenit, Dzhuluit, Usturit und Elbrusit die unbenannte Gruppe mit der Systemnummer IV/A.7 bildet.

## Chemismus
Bitikleit ist das Al-Analog von Dzhuluit und bildet komplexe Mischkristalle vor allem mit Toturit und Dzhuluit. Die Kristalle sind häufig zoniert mit Kimzeyit- reichen Kern. Die empirische Zusammensetzung aus der Typlokalität ist
[X](Ca3,029Mn2+0,003Sr0,001)[Y](Sb5+1,075Sn4+0,740Ti4+0,095Mg0,037Zr4+0,015Nb5+0,004 Cr3+0,002U6+0,001)[Z](Al1,530Fe3+1,206 Ti4+0,128 Fe2+0,104 Si0,031V5+0,001). Dies kann als Mischkristall folgender z. T. hypothetischer Endglieder ausgedrückt werden:
51 % Bitikleit (Ca3Sb5+Sn4+Al3+3O12) mit
23 % Dzhuluit (Ca3Sb5+Sn4+Fe3+3O12) entsprechend der Austauschreaktion
- [Z]Al3+ = [Z]Fe3+,

9 % Bitikleit-(TiFe) (Ca3Sb5+Ti4+Fe3+3O12) entsprechend der Austauschreaktion
- [Y]Sn4+ + [Z]Al3+ = [Y]Ti4+ + [Z]Fe3+,

1,5 % Usturit (Ca3Sb5+Zr4+Fe3+3O12) entsprechend der Austauschreaktion
- [Y]Sn4+ + [Z]Al3+ = [Y]Zr4+ + [Z]Fe3+

7 % Ca3Sb5+2(Fe2+,Mg)Fe3+2O12 entsprechend der Austauschreaktion
- [Y]Sn4+ + [Z]Al3+ = [Y]Sb5+ + [Z](Fe2+Mg)

7 % Ca3Sb5+(Mg,Fe2+)Ti4+2Fe3+O12 entsprechend der Austauschreaktion
- [Y]Sn4+ + [Z]2Al3+ = [Y](Fe,Mg)2+ + [Z]2Ti4+

und 1,5 % Ca3Sb5+(Mg,Fe2+)Si4+2Fe3+O12 entsprechend der Austauschreaktion
- [Y]Sn4+ + [Z]2Al3+ = [Y](Fe,Mg)2+ + [Z]2Si4+.[3]

Darüber hinaus bildet Bitikleit Mischkristalle mit Toturit Ca3Sn4+Si4+Fe3+2O12:
- [Y]Sb5+ + [Z]3Al3+ = [Y]Sn4+ + [Z]Si4+Fe3+2[3]

## Kristallstruktur
Bitikleit kristallisiert mit kubischer Symmetrie in der Ia3d (Nr. 230) und dem Gitterparameter a = 12.5240 Å sowie 8 Formeleinheiten pro Elementarzelle.
Die Struktur ist die von Granat. Calcium (Ca2+) besetzt die dodekaedrisch von 8 Sauerstoffen umgebenen X-Positionen, Antimon (Sb5+) und Zinn (Sn2+) die oktaedrisch von 6 Sauerstoffen umgebene Y-Position und die tetraedrisch von 4 Sauerstoffen umgebenen Z-Position ist mit Aluminium (Al3+) besetzt.

## Bildung und Fundorte
Bitikleit ist bislang nur in seiner Typlokalität nachgewiesen worden, einem Kalksilikat-Xenolithen aus einem Ignimbrit von Berg Lakargi, Chegem Caldera in der nordkaukasischen Republik Kabardino-Balkarien in Russland. Er bildete sich hier bei Temperaturen über 800 °C und niedrigen Druck in der Cuspidin-Fluorit-Zone von Kalksilikatskarnen am Kontakt zum Ignimbrit. Bitikleit tritt hier zusammen mit Cuspidin, Fluorit, Wadalit, Rondorfit, Bultfonteinit, Lakargiit, Tazheranit, Toturit, Kimzeyit, As-haltigen Fluor- und Hydroxylellestadit, Mineralen der Ettringitgruppe, Perowskit, Magnesioferrit, Afwillit, Hillebrandit und anderen nicht identifizierten Ca-Hydrosilicaten auf. Häufig ist er von F-haltigen Hydrogrossular umkrustet.